# La luce delle stelle
La luce delle stelle (Star Light) è un racconto giallo di fantascienza di Isaac Asimov pubblicato per la prima volta nel 1962 nel numero di ottobre della rivista Scientific American.
Successivamente è stato incluso in varie antologie, tra cui Misteri. I racconti gialli di Isaac Asimov (Asimov's Mysteries) del 1968.
È stato edito in italiano per la prima volta 1968 col titolo Alla luce delle stelle e più volte ripubblicato, anche come Stella, stellina...

## Trama
Arthur Trent è un pilota di astronave complice di Brennmeyer, un anziano e brillante ricercatore che studia da trent'anni un modo di sfuggire ai governi dei pianeti e trovare un posto da cui fare affari con organizzazioni criminali clandestine. I due hanno rubato un carico di un metallo prezioso chiamato "krillio" con cui saranno in grado di costruire un gran numero di robot da vendere al miglior offerente.
La polizia è sulle loro tracce e i due complici hanno poco tempo per fuggire: ma Brennmeyer ha un archivio dettagliato di informazioni sulle stelle e sui pianeti abitati in un'area di migliaia di anni luce, e quindi è ottimista sul fatto che un salto nell'iperspazio diretto a caso li porterà fuori portata della polizia ma nei pressi di un pianeta che possa fare al caso loro. Trent, però, uccide Brennmeyer e fugge da solo, non preoccupandosi di cancellare le tracce perché sicuro che la polizia non riuscirà a scovarlo.
Esegue quindi il salto e poi aspetta che il computer esegua i calcoli e trovi una stella con le caratteristiche specificate da Brennmeyer a distanza raggiungibile. Tuttavia passa molto tempo senza che il computer trovi niente e Trent comincia a rendersi conto con orrore che deve trattarsi di una nova recente e che quindi il computer non sarà mai in grado di trovarla.